# Marie-Florence Ehret
Pour les articles homonymes, voir Ehret.
 (janvier 2024).
Marie-Florence Ehret, née en 1950, est une écrivaine, romancière, poète, française.

## Biographie
Marie-Florence Ehret est née en 1950 à Pigalle à Paris. Elle a suivi des études de philosophie et de lettres,.
Elle est publiée pour la première fois en 1986, pour Les confessions de la rouée aux éditions des Cahiers des Brisantsavec une préface de Bernard Noël. Elle publie depuis régulièrement chez divers éditeurs. 
Elle vit actuellement entre Paris et la Haute-Marne. 

## Ouvrages

### Littérature générale
- Colette, La scandaleuse Ed Oskar 2023
- Angela Davis, Éternelle insoumise Ed Oskar 2022
- Ma mère, ma légende[4], éd Le Pythagore, 2019

- Joséphine Baker. Des trottoirs de Saint-Louis aux marches du Panthéon, éd. La Différence, 2016
- Olga Bancic, mère et résistante, éd Oskar 2015[5].
- Jours tranquilles à Langstrasse, éd G&g, 2007
- Avec ou sans papiers nouvelles ed; Chant d'orties
- Corbu 603 , éd. Comp'Act, 2006
- Raimund Hoghe. L’Ange inachevé , éd. Comp'Act, 2001
- Hypatie, fille de Théon, Atelier des Brisants, 2001
- Battre l'air noir - Dans La Danse dans le Monde , éd. des Belles Lettres, 1999
- De La Nature de la Lumière , éd. de la Différence 1990
- La Métrographe , éd. de la Différence 1990
- La Catastrophe Ultraviolette , éd. de la Différence 1989
- Salut Barbès , éd. de la Différence 1988
- Les Confessions de la rouée , éd. Cahiers des Brisants, 1986

### Littérature Jeunesse
- Colette, La scandaleuse Ed Oskar 2023
- Angela Davis, Éternelle insoumise Ed Oskar 2022

- Joséphine Baker. Des trottoirs de Saint-Louis aux marches du Panthéon, éd. La Différence, 2016
- Olga Bancic, mère et résistante, éd Oskar 2015[5].Vol sans effraction, Lire c'est partir, (réédition) 2014
- Roger Belbéoch flic et résistant , éd Oskar, collection « Les Justes », 2014
- Emilie et Oskar Schindler, Double jeu contre les nazis , éd Oskar, collection « Les Justes », 2013
- La Falaise , éd. Belin, 2012[6]
- Mon Père , éd. Oskar, 2012
- Juste/injuste , éd Oskar, 2011
- Berlin 73 , éd. Gulf Stream, 2009
- Faim de vie , éd Oskar, 2011
- Nanuk ou les mille vies d'un Inuit , éd Bilboquet, 2008, illustrations Antoine Guillopé
- Le Grand pays dans Histoires de dragons , éd Lito
- La première écuyère avocate du monde dans Histoires de cirque , éditions Lito, 2008
- Fille des crocodiles , édition Thierry Magnier[7]
- Comme un coquelicot , éditions Bayard, 2005
- Et vogue la galère , éd. Syros « sentiments », 2001
- Vol sans effraction , éd Syros, Collection « Souris Noire », 2000
- Rapt à Bamako (avec Alpha Mandé Diarra), Éditions Le Figuier/Éditions EDICEF, 1999  (ISBN 2-84129-645-8)
- Mortel coup d'œil , éd. Rageot « Cascade Policier » 1999
- À cloche-cœur , éd. Rageot « Cascade », 1990

### Dramatique
- La paix seulement - France Culture 1989

### Poésie
- L’or des jours, éditions Dumerchez
- Que la musique, aux Editions de l’Arbre, 2007
- Semer le vent avec Marie-Claude Bugeaud, Bernard Dumerchez (éditions) coll « Double Hache », 2000.
- L'Odyssée immobile, Editions G§g, récit poétique, ayant pour cadre la ville d'Alexandrie, 2000.
- Jazz aux Islettes proses poétiques, éd. G§g, 2002
- Un corsage de lumière, suivi de Jours Tranquilles à Langstrasse, agenda poétique de l'entrée dans le 3e millénaire.
- Jour sans, poésie, éd. Passage d'Encres coll « Trait court », 2012
- Livre-Ardoise illustré par Wanda Mihuleac.
- La leçon du chat « Un récit et un poème », éd. Littéra, 1996
- L’Ordinaire des jours, revue Sapriphage n°29
- Je veux vivre en paix, Verdun, le monde entier, et la cité verte avec Bernard Baudin, Le Bar Floréal, 1992.
- La paix seulement in Aires no 10 : « Scène », 2 avril 1990.

### Livres d'artistes
- La sortie du temps, poème, éditions Alain Benoit accompagné par Anne Slacik, 2008
- En terre de langue, avec Michel Vicario, éd. Transignum
- Sur la terre comme au ciel avec Klasien Boulloud, éd. Transignum
- L'obscénité des fleurs, éd Alain Benoit , avec 9 monotypes de Marie Alloy, 2003
- L’issue du temps, aux Editions Alain Benoit, 2008, avec Anne Slacik
- Quoi de 9 ?, avec les lithographies originales de Marie-Pierre Darmendrail aux Éditions Royaumont en 1991[8].

### Vidéo
- Paroles mêlées, (10’) court-métrage réalisé par Claire Levassor sur la résidence d'écrivain à Orléans (production GRIV - Orléans), 1993

## Récompenses et distinctions
- 1991 : prix des Bibliothèques pour À cloche-cœur[3].
- 2008 : Prix des lycéens allemands 2007-2008 pour

Fille des crocodiles[réf. souhaitée].